# Whatiplay
Whatiplay (Eigenschreibweise WHATIPLAY) ist ein House-Label mit Sitz im Berliner Bezirk Köpenick.

## Entstehung
Das Label Whatiplay gehört der Behringer & Hirtenfellner GbR und wurde 2013 von Ralph Behringer und dem deutschen DJ Sascha Braemer gegründet.
Neben Veröffentlichungen auf Vinyl-Schallplatten und bringt Whatiplay vor allem Digitalveröffentlichungen heraus, dabei mitunter auch Künstleralben und Compilations.

## Rezeption
Das Label erreichte mit Veröffentlichungen die Beatport TOP 100 Charts in den Genres Deep House, Techhouse und Techno. Besondere Bekanntheit erlangte hierbei der Mitbegründer Sascha Braemer, der seit 2013 die meisten seiner Produktionen über Whatiplay vermarktet.

## Künstler mit Releases bei Whatiplay
- Sascha Braemer
- Niconé
- Dirty Doering
- Marcus Meinhardt
- Khainz
- Dayne S
- Marian Herzog
- Gunjah
- Jan Dalvík
- Alexander Remus
- Several Definitions
- Robosonic
- Sasch BBC & Caspar

## Künstler als Remixer bei den Releases von Whatiplay
- Gui Boratto
- Greenville Massive
- Cristoph
- Bart Skils
- Martin Roth
- Mario Aureo
- Madmotormiquel
- Lucas Magalhaes
- Christian Prommer
- Rhadow
- Daniel Dexter
- Future Proof